# كالاكاوا
كالاكاوا (16 نوفمبر 1836 - 20 يناير 1891) هو العاهل ما قبل الأخير لمملكة هاواي ويسمى أحيانا العاهل ميري. حكم من 12 فبراير 1874 حتى وفاته خلفًا لـ ليناليلو. تم انتخابه على العرش الشاغر في هاواي ضد الملكة إما. كان لدى كالاكاوا شخصية مبهجة واستمتع بتسلية الضيوف من خلال الغناء وعزف القيثارة. وخلال تتويجه وعيد ميلاده، أصبحت الهولا التي تم حظرها عن الجمهور في المملكة احتفالًا بثقافة هاواي.
خلال فترة حكمه، تم توقيع معاهدة عام 1875 بين الولايات المتحدة الأمريكية ومملكة هاواي أُطلق عليها اسم (معاهدة المعاملة بالمثل) وهي اتفاقية للتجارة الحرة بين البلدين. جلبت هذه المعاهدة ازدهارًا كبيرًا لمملكة هاواي. واستمر تجديد هذه الإتفاقية بين البلدين بشرط وهو السماح للولايات المتحدة بالاستخدام الحصري لميناء لبيرل هاربور. في عام 1881، قام كالاكاوا برحلة حول العالم لتشجيع عمال مزارع السكر على الهجرة إلى بلاده. أراد كالاكوا أن يتوسع سكان هاواي في حصولهم على التعليم خارج مملكة هاواي. فأسس برنامجًا تموله الحكومة لرعاية الطلاب المؤهلين الذين سيتم إرسالهم إلى الخارج لمواصلة تعليمهم. قام كالاكوا بتمويل أثنان من المشاريع المعمارية الباهظة الثمن في هاواي وهما بناء تماثيل كاميهاميها وإعادة بناء قصر إيولاني واللذان أصبحا اليوم من المعالم السياحية المشهورة.
النفقات الباهظة التي أنفقها وخططه لإنشاء دولة كونفدرالية مع بولينيزيا شجعت المعارضين لكي يعملوا من أجل استيلاء الولايات المتحدة على هاواي. في عام 1887، تعرض لضغوط للتوقيع على دستور جديد جعل من نظام الحكم الملكي وكأنه منصب صوري. كان يؤمن بقدرات أخته ليليوكالاني على الحكم بصفتها وصية على العرش حيث كان قد أسماها «الوريث الظاهر» بعد وفاة أخيهما ويليام بيت ليليوهوكو الثاني في عام 1877. بعد وفاته أصبحت أخته ملكة على هاواي وآخر ملوكها.